# Periclimenes digitalis
Periclimenes digitalis is een garnalensoort uit de familie van de Palaemonidae. De wetenschappelijke naam van de soort is voor het eerst geldig gepubliceerd in 1922 door Kemp.